# 坂上田村麻呂伝説
坂上田村麻呂伝説（さかのうえのたむらまろでんせつ）は、平安時代の征夷大将軍としても高名な大納言の坂上田村麻呂に関する伝説。主に鬼神討征など文芸的な伝説・創作の『討征譚』、地名や記念物および寺社建立にまつわる言い伝えの『寺社縁起譚』の2系統に分類され、その両方が交錯する『英雄譚』が日本各地に残されている。征夷大将軍や鎮守府将軍として功績を残したことから、足跡を辿るように東北地方に特に多く分布する。

## 概要
平安時代中期、坂上田村麻呂と藤原利仁は史実をかけ離れて説話や軍記物語、寺社の縁起などに頻繁に登場すると同時に、その人物像も次第に史実から解離して伝説化が進んだことで田村語りが萌芽して成長し始めた。
京都での最も早い伝説化は、元亨2年（1322年）に臨済宗の僧・虎関師錬がまとめた『元亨釈書』巻9「清水寺延鎮伝」に「奥州の逆賊高丸が駿河国の清見関を目指して攻め上がり、坂将軍田村の出陣を聞いた高丸は奥州へと退いた」と、清水寺の創建縁起から続けた物語が加えられ、『群書類従』所収の藤原明衡撰の『清水寺縁起』では登場していなかった高丸が登場したことで脚色が加えられ、史実から遊離して説話化が進んだ。
東北地方における田村麻呂の事蹟や田村語りは、鎌倉時代末期の正安2年（1300年）頃成立、編纂者は幕府中枢の複数の者と見られている『吾妻鏡』に武具の奉納の言い伝えや達谷窟における賊の討伐と寺院の建立が残されている。文治5年（1189年）9月21日の条では、源頼朝が胆沢郡鎮守府に鎮座する鎮守府八幡宮に参詣した事が記されている。田村麻呂が東夷の為に下向した時に勧進され、田村麻呂の弓箭や鞭などが宝蔵に納められていると創建の由来を記している。これは平安京に岩清水八幡宮が勧進される以前に、田村麻呂により鎌倉方が崇敬する八幡神が胆沢郡の鎮守府に勧進されていた事に驚いて記述した。同年9月28日の条では、頼朝が鎌倉へと帰還する途中、平泉達谷窟を通ったときの記述に「田村麻呂利仁等の将軍、綸命を奏じて夷を征するの時、賊主悪路王並びに赤頭等、塞を構ふるの岩屋なり」とあり、岩屋から外ヶ浜まで10日あまりで至り、坂上将軍は鞍馬寺を模して多聞天を安置、西光寺と号して水田を寄付したと続けている。『吾妻鏡』で田村麻呂利仁と続けて書かれていることが、のちの田村麻呂と利仁の融合へと影響した。

### 文芸作品
生前から毘沙門天の化身と評価されていたことから、田村麻呂の事績や伝説は早くから文芸作品となって、室町時代初期の京都では勢州鈴鹿の悪魔を討つ能『田村』や、中期から後期にかけて鈴鹿御前と夫婦となり近江国の高丸や鈴鹿山の大だけ丸を討つお伽草子『鈴鹿の草子（田村の草子）』が語られ、江戸時代の東北地方では『田村の草子』を底本にした奥浄瑠璃『田村三代記』が作られ、人々に伝えられた。
全国各地の寺社や霊地の縁起に取り入れられたのは、これら田村語りのスケールの壮大さが可能にした。

### 主人公
歴史上の人物である坂上田村麻呂がモデルとされ、物語や伝説によっては出羽や北東北で活躍した鎮守府将軍・藤原利仁と融合されていることもある。
『鈴鹿の草子（田村の草子）』では坂上田村丸俊宗 / 坂上田村麻呂俊宗、『田村三代記』では坂上田村丸利仁 / 坂上田村麻呂利仁とされる。通称は田村丸、田村丸利仁、田村丸将軍など。

### 学説
1910年代に日本と北米において「坂上田村麻呂夷人説」（夷人＝蝦夷）・「坂上田村麻呂黒人説」が唱えられた。これらの説も見方によっては新たな坂上田村麻呂伝説の創成と言える。

## 史実性の議論
岩手県、宮城県、福島県を中心に多数分布する。大方は、田村麻呂が観音など特定の神仏の加護で蝦夷征討や鬼退治を果たし、感謝してその寺社を建立したというものである。伝承は田村麻呂が行ったと思われない地（青森県など）にも分布するが、京都市の清水寺を除いて、ほとんどすべてが後世の付託と考えられる。その他、田村麻呂が見つけた温泉、田村麻呂が休んだ石など様々に付会した物や地が多い。
坂上田村麻呂伝説について高橋崇は、討征譚や縁起譚の他に口誦伝説も多く、征討のさいに腰をかけて休んだ石や、矢をかけた矢掛松、奥州誕生説を説いて産湯に使用した泉など「だれの場合にもつきものの採るに足らぬ俗説も多い」とし、伝説がどのようにして作られ、いかなる方法で流布したかなども考慮しなくてはいけないとしている。また後世の東北地方で田村麻呂を称え、思募していることについて、田村麻呂本人にとってはあずかり知らないことであるが、後世の人々が伝説を受け入れたのは確かであるとしている。

## 討征譚
東北地方では『田村三代記』が間接的に地元の伝説や寺社縁起譚として取り入れられた場合があり、一般的に地元の鬼神退治譚もしくは鬼神退治の後日譚（残党の退治譚）といった内容となる。
東北地方の他に伝説や縁起譚を持つ寺社は関東地方、中部地方、近畿地方、中国地方にまで及ぶ。各地の縁起は田村語りを基本にしつつ、その地方の歴史的、地理的な役割が反映されている。

### 東北地方

#### 青森県
青森ねぶたは昭和末期までは田村麻呂の蝦夷征伐が起源と言われていた。もちろん史実の上では現在の盛岡市までしか北上していないことになっているが、青森市内には蝦夷征伐が行われたこと伝える史跡が複数残っており、いずれかの人物が来た可能性は高い。文室綿麻呂は811年に蝦夷大征伐を行っておりその大半が田村麻呂没後である。この前年、薬子の変にあたり誤認逮捕されていた綿麻呂が田村麻呂によって解放されたことから、綿麻呂自身がみずからの戦功を田村麻呂に捧げたとも考えることができる。

#### 岩手県
気仙郡の猪川観音（長谷寺）、小友観音（常膳寺）、矢作観音（観音寺）の気仙三観音の勧進由来では、大嶽丸の残党と目される三鬼の残党の退治譚が記される。
一関市と南町、千代田町、台町及び真柴の一部の地域は鬼死骸と呼ばれている。

#### 宮城県
白石市斎川の古将堂の勧進由来では、田村将軍が東征の際に、悪路王や赤頭という荒土や丹砂を塗って化けた妖魁を鈴鹿御前の援助で討伐したので、この地に2人を祭祀したとある。
色麻町の磯良神社では、田村将軍が東征の際に東右衛門という水練の達者な武士が従軍し、激流の川を恐れず先導役を務めた報償として「川童」の姓と土地を与えた。
大崎市（旧鳴子町）の鬼首温泉は田村将軍に首を撥ねられた蝦夷の大将である大竹丸（おおたけまる）に由来する。

#### 秋田県
秋田県三種町と能代市にまたがる房住山では、鬼面と呼ばれる阿計徒丸、阿計留丸、阿計志丸の長面三兄弟が住み、眷属を指揮して良民を苦しめるも、坂上田村麻呂将軍に倒された。将軍が房住山で鬼の慰霊法要をしていると、東の山上から日高山（房住山の南約7.5kmにある、現在地形図で赤倉山とされる五城目町の山。）の麓の洞穴に逃れ生き延びた阿計徒丸が目を覚まして「身の丈1丈3尺5寸ある大長丸（おおたけまる）と申す」と叫んだ。

#### 山形県
山形県では『奥羽観蹟聞老志』「長谷堂城の項目」や、長井市の總宮神社などに田村麻呂による建立としている寺社は確認出来るものの、田村語りに関連した伝承は皆無に等しい。阿部幹男は、阿玉桜（伊佐沢の久保ザクラ）は、かつて山形県でも田村語りが語られていた痕跡ではないかとしている。

#### 福島県
郡山市田村町山中の田村神社では『鎮守山縁起』に取り込まれている。田村郡では大滝根山が、白河市付近では国見山が鬼神や大武丸の住みかとして設定された。

### 関東地方
関東地方では、茨城県鹿嶋市鹿島神宮、那珂市上宮寺、城里町桂地区下野達谷窟、栃木県矢板市木幡神社、将軍塚、那須烏山市の星宮神社、大田原市那須神社、群馬県三国峠田村神社、埼玉県東松山市正方寺などが挙げられる。

#### 埼玉県
東松山市では、大同元年に田村将軍が正法寺の岩殿観音に祈願して毒竜を退治し、弁天沼に首を埋めたという話が残る。
同様の話は児玉郡美里町でも田村麻呂による大蛇退治として語られ、その際に美里町小茂田・沼上・十条・阿那志・古郡の５か所に、赤城大明神の神霊を、赤城山に向かって（北向きに）祀った、北向大明神とか北向神社と称される神社を建立。

### 中部地方
中部地方では、山梨県富士吉田市冨士山下宮小室浅間神社、長野県安曇野有明山、長野市松代町西条清水寺、若穂保科清水寺、諏訪市諏訪大社、静岡県浜松市岩水寺や有玉神社が挙げられる。

#### 長野県
長野県の安曇野をはじめ松本盆地一帯には田村麻呂が魏石鬼八面大王を妻の紅葉鬼神ともども征伐したという伝説が広く残されている。これは『信府統記』「第十七」の記述に基づく伝承であるが、『仁科濫觴記』に見える田村守宮を大将とする仁科の軍による八面鬼士大王を首領とする盗賊団の征伐を元に産まれた伝説であると考えられている。

### 近畿地方
近畿地方では、三重県亀山市片山神社、滋賀県甲賀市田村神社などが挙げられる。
鈴鹿山脈は古来より交通の要所であり盗賊が横行したことから鬼や賊の伝承が残されている。田村麻呂が鈴鹿御前や鈴鹿山の鬼神・大嶽丸を討伐した話として『鈴鹿の草子（田村の草子）』、奥浄瑠璃『田村三代記』を通じて坂上田村麻呂伝説が広く知られている。鈴鹿峠を滋賀県側へ下ったところに坂上田村麻呂公を主祭神とする田村神社が鎮座する。

#### 三重県
熊野の周辺では鬼ヶ城伝説を中心に泊観音（清水寺）、大馬神社などの縁起に坂上田村麻呂伝説が残されている。
熊野近くの南牟婁郡御浜町尾呂志でも、鬼ヶ城で鬼の首魁や手下を討伐した田村将軍が四鬼の窟に棲む鬼を征伐したという伝承が伝わっている。

#### 滋賀県
甲賀市には、鈴鹿山の悪鬼を平定した田村麻呂が残っていた矢を放って「この矢の功徳で万民の災いを防ごう。矢の落ちたところに自分を祀れ」と言われ、矢の落ちたところに本殿を建てたとされている田村神社や、鈴鹿山の山賊討伐の報恩のために堂宇を建立して毘沙門天を祀ったという櫟野寺がある。東近江市には十一面観世音菩薩の石像を安置して鬼神討伐の祈願をした北向岩屋十一面観音、討伐した大嶽丸を手厚く埋葬したという首塚の残る善勝寺がある。

### 中国地方
中国地方では、岡山県倉敷市児島由加神社などが挙げられる。

#### 岡山県
岡山県倉敷市児島由加にある由加山には、この山を根城とした阿久良王という妖鬼を退治にきた伝説が残る。通生の浦へ船でやってきた田村麻呂は神宮寺八幡院で7日7夜に渡って鬼退治の祈願をしたという。
岡山市南区および玉野市の金甲山は、田村麻呂が由加山の鬼退治に向かう際に、戦勝を祈願して神の峰に金の甲を山頂付近に埋めたという伝承が名前の由来とされる。ふもとの円通寺の竜王様に戦勝御礼として金の甲を奉納したという。

## 縁起譚

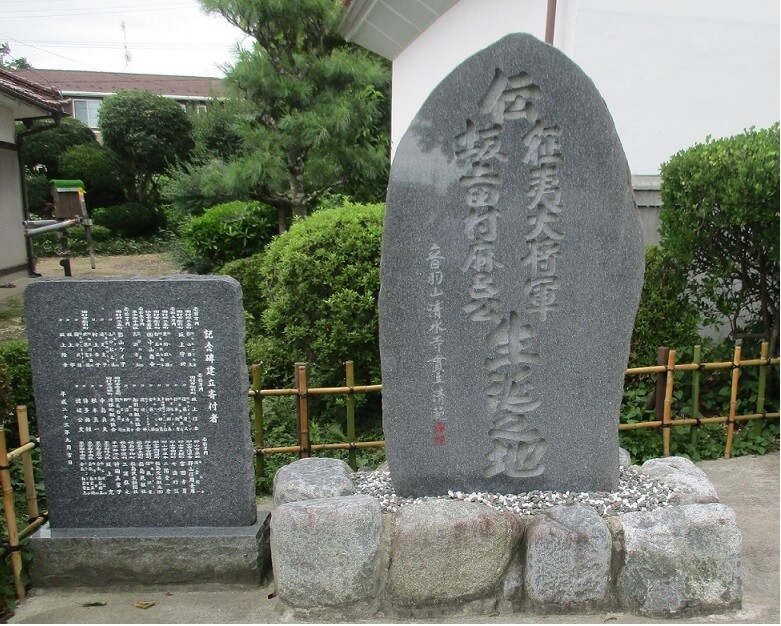
福島県郡山市田村町徳定に建つ「伝 征夷大将軍 坂上田村麻呂公 生誕の地」碑

坂上田村麻呂の建立とされる寺社や奉納したとされる寺社伝説はゆかりの深い東北の岩手県、宮城県、福島県を中心に残されている。また彼が通過したと考えられる茨城県、長野県、山梨県、静岡県、愛知県、三重県、滋賀県にも残されている。しかし、田村麻呂が直接行ったとは考えられない山形県、秋田県、青森県さらに西日本の和歌山県や岡山県にも伝説が残る。特に多くの伝説が残されているのは福島県田村地方であり、生誕伝説から地名伝説そして寺社伝説に至るまで約80種類（うち30種類は寺社伝説）を数える。次に多いのが宮城県で約40種類（うち25種類は寺社伝説）の伝説が残されている。

### 寺社建立伝説
坂上田村麻呂が建立したという由緒をもつ寺社は宮城県の観音寺を中心に全国に100以上を数える。

#### 平泉雑記
江戸時代の安永年間（1772年 - 1781年）に相原友直が仙台藩の風土を記した『平泉雑記』に「田村将軍建立堂社」の1節が設けられ、『封内名跡志』を参考に若干の例を加えた次の21例を挙げている。
| 堂社           | 現在名       | 所在地           | 備考                         |
| -------------- | ------------ | ---------------- | ---------------------------- |
| 鎮守府八幡宮   | 鎮守府八幡宮 | 岩手県奥州市     | 武具を奉納                   |
| 達谷窟毘沙門堂 | 達谷西光寺   | 岩手県平泉町     | 毘沙門堂を建立               |
| 斗藏観音       | 安狐山斗蔵寺 | 宮城県角田市     |                              |
| 白山社         | 白山神社     | 岩手県奥州市     |                              |
| 悪玉観音       | 満谷山円福寺 | 宮城県仙台市     | 悪玉姫が田村麻呂の子を産む   |
| 松嶋五大堂     | 松島五大堂   | 宮城県仙台市     | 毘沙門堂を建立               |
| 富山観音       | 富春山大仰寺 | 宮城県仙台市     | 奥州三観音                   |
| 鹽竈社         | 塩竈神社     | 宮城県塩竈市     |                              |
| 箟獄観音       | 無夷山箟峯寺 | 宮城県涌谷町     | 奥州三観音、六ヶ寺           |
| 和淵神社       | 和淵神社     | 宮城県石巻市     |                              |
| 牧山観音       | 両峰山梅渓寺 | 宮城県石巻市     | 奥州三観音、六ヶ寺           |
| 大武観音       | 大嶽山興福寺 | 宮城県登米市     | 六ヶ寺                       |
| 八幡宮         | 屯岡八幡宮   | 宮城県栗原市     | 軍団駐屯地、源頼義が勧請とも |
| 清水観音       | 音羽山清水寺 | 宮城県栗原市     |                              |
| 小迫観音       | 楽峰山勝大寺 | 宮城県栗原市     | 六ヶ寺                       |
| 長谷観音       | 遮那山長谷寺 | 宮城県登米市     | 六ヶ寺                       |
| 鱒淵観音       | 竹峰山華足寺 | 宮城県登米市     | 六ヶ寺                       |
| 矢作観音       | 長谷山観音寺 | 岩手県陸前高田市 |                              |
| 小友観音       | 鶏頭山常膳寺 | 岩手県陸前高田市 |                              |
| 猪川観音       | 龍福山長谷寺 | 岩手県大船渡市   |                              |
| 五葉山神社     | 五葉山神社   | 岩手県大船渡市   | 大同二年建立                 |

鎮守府八幡宮、達谷窟毘沙門堂は『東鏡』に詳細であるとする。21例のうち神社が6例、寺院が観音を本尊とする13例と最も多く、東北全体ではさらに多くなると予想している。『平泉雑記』では、田村麻呂建立の観音は「大同2年」が多く、悉く信用が不足していると述べている。

### 記念物
田村麻呂は蝦夷や賊の征討に際して各地の寺社を参拝し武具を奉納したと言われている。その内、以下の寺社は現存している奉納物が田村麻呂に由来していると伝えられている。

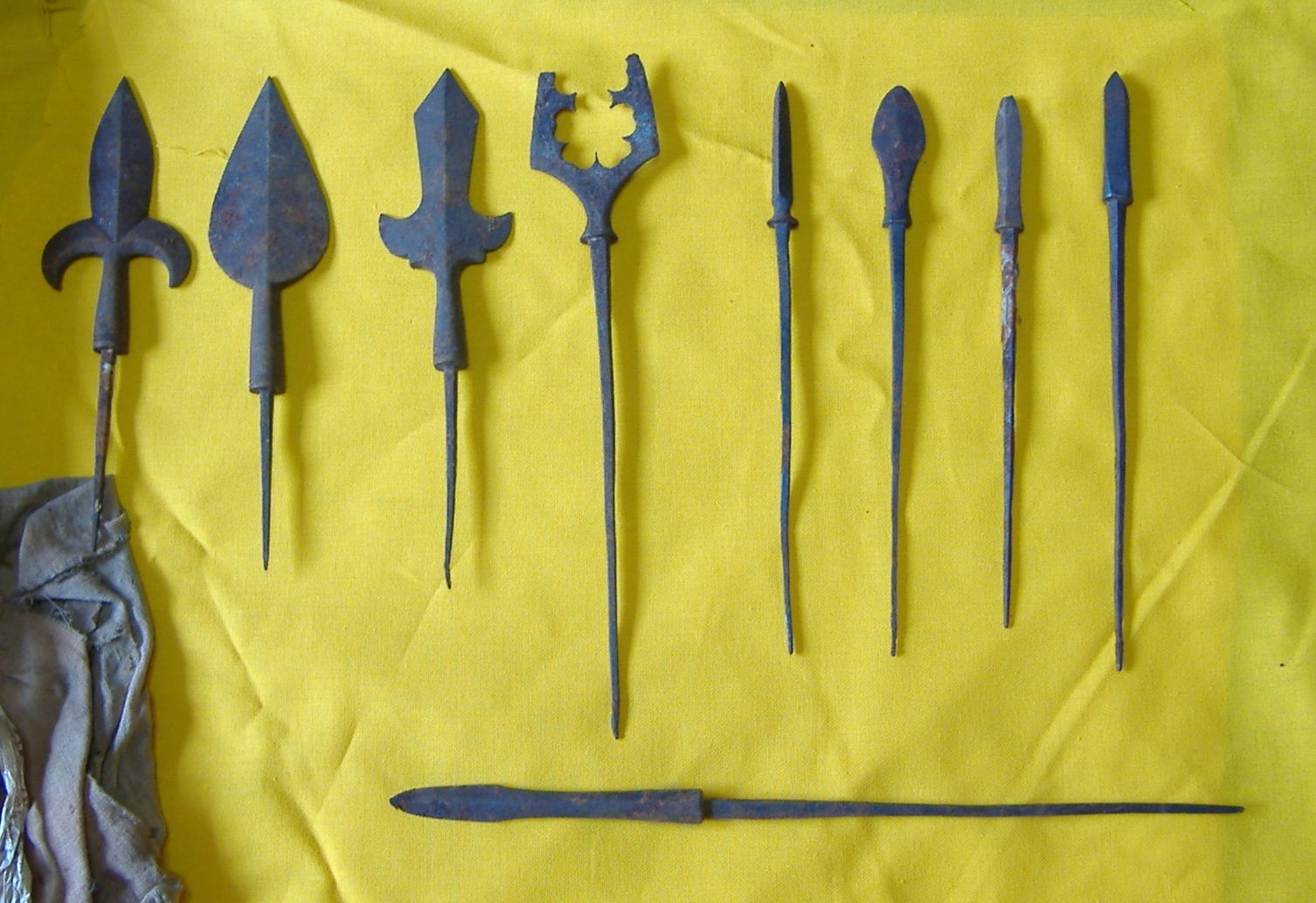
伝田村麻呂奉納の鏃『安積国造神社所蔵』

| 寺社名           | 所在地           | 奉納物        | 備考       |
| ---------------- | ---------------- | ------------- | ---------- |
| 鎮守府八幡宮     | 岩手県奥州市     | 宝剣、鏑矢    |            |
| 安積国造神社     | 福島県郡山市     | やじり        |            |
| 鹿島神社（矢田） | 福島県いわき市   | やじり        |            |
| 素鵞神社         | 茨城県常陸大宮市 | 剣1振         |            |
| 清水寺           | 長野県長野市     | 兜の鍬形      |            |
| 椎ケ脇神社       | 静岡県浜松市     | 鬼神丸        |            |
| 鞍馬寺           | 京都府京都市     | 黒漆剣        | 重要文化財 |
| 地主神社         | 京都府京都市     | 大刀1振       |            |
| 清水寺 (加東市)  | 兵庫県加東市     | 騒速、副剣2振 | 重要文化財 |

### 開湯伝説
| 温泉名     | 所在地               | 備考 |
| ---------- | -------------------- | ---- |
| 大沢温泉   | 岩手県花巻市         |      |
| 志戸平温泉 | 岩手県花巻市         |      |
| 台温泉     | 岩手県花巻市         |      |
| 藤七温泉   | 岩手県八幡平市       |      |
| 岳温泉     | 福島県二本松市       |      |
| 男鹿温泉郷 | 秋田県男鹿市         |      |
| 梨木温泉   | 群馬県桐生市         |      |
| 四万温泉   | 群馬県吾妻郡中之条町 |      |
| 中房温泉   | 長野県安曇野市       |      |
| 蓼科温泉   | 長野県茅野市         |      |